# Marest-sur-Matz
Pour les articles homonymes, voir Marest (homonymie) et Matz (homonymie).
Marest-sur-Matz est une commune française située dans le département de l'Oise, en région Hauts-de-France.

## Géographie

### Localisation
Marest-sur-Matz est un village périurbain du Compiégnois situé sur la rive droite du Matz, à 10 km à vol d'oiseau au nord de Compiègne, à 29 km à l'est de Saint-Just-en-Chaussée, 21 km au sud de Roye et 15 km au sud-ouest de Noyon.
La commune se trouve dans l'aire d'attraction de Compiègne ainsi que dans sa zone d'emploi, et dans le bassin de vie de Thourotte.

### Communes limitrophes
Les communes limitrophes sont  Chevincourt, Mélicocq, Vandélicourt, Villers-sur-Coudun et Élincourt-Sainte-Marguerite.
|                    | Élincourt-Sainte-Marguerite | Chevincourt |
| Vandélicourt       | Marest-sur-Matz             |             |
| Villers-sur-Coudun |                             | Mélicocq    |

### Géologie et relief
La superficie de la commune est de 3,25 km2 ; son altitude varie de 36  à   131 mètres.

### Hydrographie

#### Réseau hydrographique
La commune est située dans le bassin Seine-Normandie. Elle est drainée par le Matz, le Rhosne divers bras du Matz et divers autres petits cours d'eau,.
Le Matz, d'une longueur de 25 km, prend sa source dans la commune de Canny-sur-Matz et se jette  dans l'Oise à Montmacq, après avoir traversé 17 communes.
Deux plans d'eau complètent le réseau hydrographique : le plan d'eau 1 de la commune de Marest-sur-Matz (1,6 ha), géré depuis 2024 par la Fédération départementale des associations agréées pour la pêche et la protection du milieu aquatique de l’Oise,  et le plan d'eau de la commune de Vandelicourt, d'une superficie totale de 0,5 ha (0,1 ha sur la commune),.

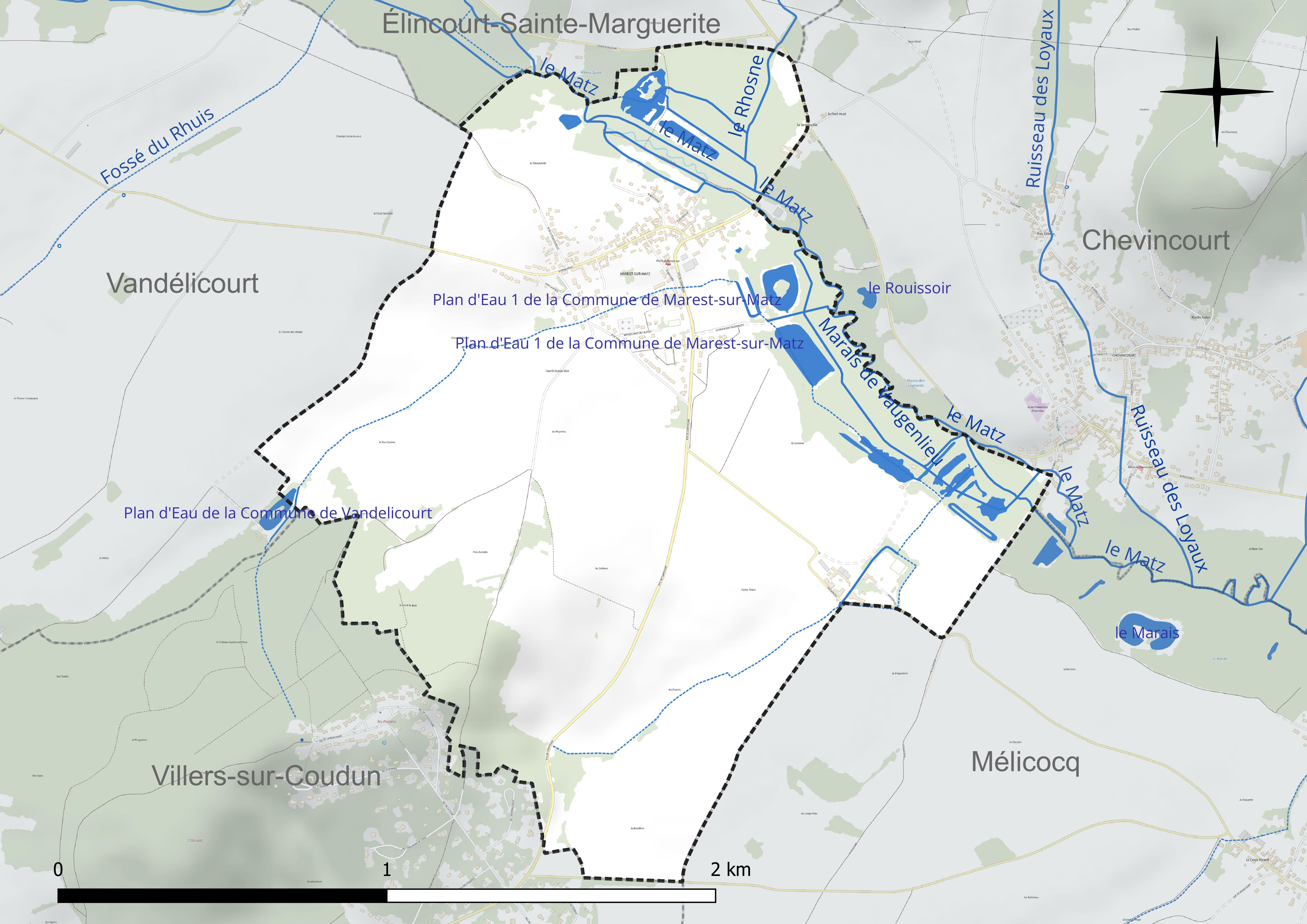
Réseau hydrographique de Marest-sur-Matz.

#### Gestion et qualité des eaux
Le territoire communal est couvert par le schéma d'aménagement et de gestion des eaux (SAGE) « Sensée ». Ce document de planification concerne un territoire de 1 013 km2 de superficie, délimité par le bassin versant de l'Oise moyenne. Le périmètre a été arrêté le 24 avril 2017 et le SAGE est, en 2024, encore en élaboration. La structure porteuse de l'élaboration et de la mise en œuvre est le syndicat mixte du SAGE Oise-Moyenne (SMOM).
La qualité des cours d'eau peut être consultée sur un site dédié géré par les agences de l'eau et l'Agence française pour la biodiversité.

### Climat
Pour des articles plus généraux, voir Climat des Hauts-de-France et Climat de l'Oise.
En 2010, le climat de la commune est de type climat océanique dégradé des plaines du Centre et du Nord, selon une étude du CNRS s'appuyant sur une série de données couvrant la période 1971-2000. En 2020, Météo-France publie une typologie des climats de la France métropolitaine dans laquelle la commune est exposée à un climat océanique et est dans la région climatique Nord-est du bassin Parisien, caractérisée par un ensoleillement médiocre, une pluviométrie moyenne régulièrement répartie au cours de l'année et un hiver froid (3 °C).
Pour la période 1971-2000, la température annuelle moyenne est de 10,6 °C, avec une amplitude thermique annuelle de 15,2 °C. Le cumul annuel moyen de précipitations est de 708 mm, avec 11,6 jours de précipitations en janvier et 8,3 jours en juillet. Pour la période 1991-2020, la température moyenne annuelle observée sur la station météorologique la plus proche, située sur la commune de Margny-lès-Compiègne à 9 km à vol d'oiseau, est de 11,2 °C et le cumul annuel moyen de précipitations est de 633,5 mm,. Pour l'avenir, les paramètres climatiques de la commune estimés pour 2050 selon différents scénarios d'émission de gaz à effet de serre sont consultables sur un site dédié publié par Météo-France en novembre 2022.

## Urbanisme

### Typologie
Au 1er janvier 2024, Marest-sur-Matz est catégorisée commune rurale à habitat dispersé, selon la nouvelle grille communale de densité à sept niveaux définie par l'Insee en 2022.
Elle est située hors unité urbaine. Par ailleurs la commune fait partie de l'aire d'attraction de Compiègne, dont elle est une commune de la couronne,. Cette aire, qui regroupe 101 communes, est catégorisée dans les aires de 50 000 à moins de 200 000 habitants,.

### Occupation des sols

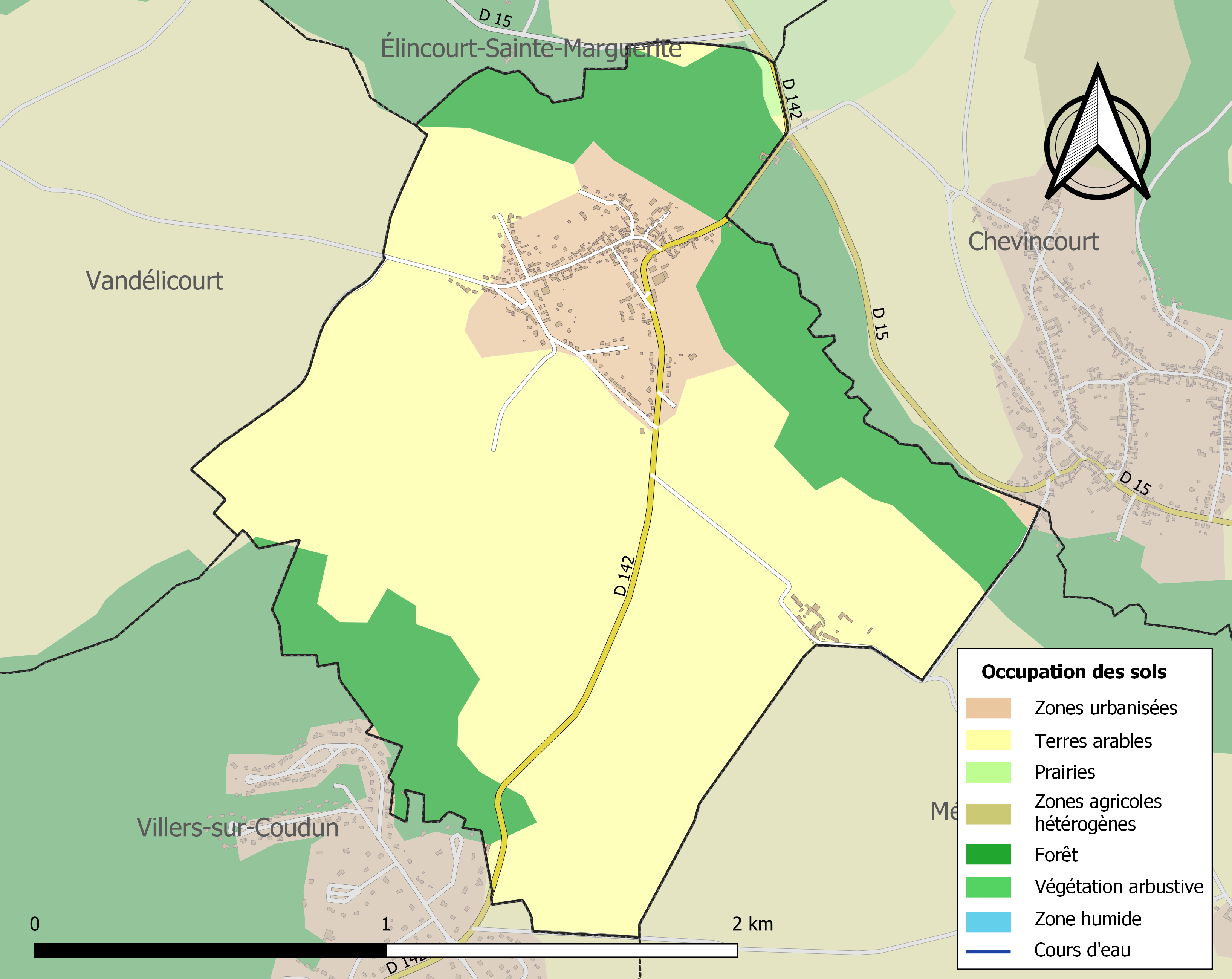
Carte des infrastructures et de l'occupation des sols de la commune en 2018 (CLC).

L'occupation des sols de la commune, telle qu'elle ressort de la base de données européenne d'occupation biophysique des sols Corine Land Cover (CLC), est marquée par l'importance des territoires agricoles (66 % en 2018), une proportion identique à celle de 1990 (66 %).
La répartition détaillée en 2018 est la suivante : 
terres arables (65,7 %), forêts (23,2 %), zones urbanisées (10,8 %), prairies (0,3 %).
L'évolution de l'occupation des sols de la commune et de ses infrastructures peut être observée sur les différentes représentations cartographiques du territoire : la carte de Cassini (XVIIIe siècle), la carte d'état-major (1820-1866) et les cartes ou photos aériennes de l'IGN pour la période actuelle (1950 à aujourd'hui).

### Lieux-dits, hameaux et écarts
La commune compte un hameau, Vaugenlieu.

### Habitat et logement
En 2016 et 2021, le nombre total de logements dans la commune était de 180, alors qu'il était de 158 en 2011.
Parmi ces logements, 92,7 % étaient des résidences principales, 3,3 % des résidences secondaires et 3,9 % des logements vacants. Ces logements étaient pour 98,8 % d'entre eux des maisons individuelles et pour 1,2 % des appartements.
Le tableau ci-dessous présente la typologie des logements à Marest-sur-Matz en 2021 en comparaison avec celle de l'Oise et de la France entière. Une caractéristique marquante du parc de logements est ainsi une proportion de résidences secondaires et logements occasionnels (3,3 %) supérieure à celle du département (2,4 %) mais inférieure à celle de la France entière (9,7 %).
| Typologie                                               | Marest-sur-Matz | Oise | France entière |
| ------------------------------------------------------- | --------------- | ---- | -------------- |
| Résidences principales (en %)                           | 92,7            | 90,5 | 82,2           |
| Résidences secondaires et logements occasionnels (en %) | 3,3             | 2,4  | 9,7            |
| Logements vacants (en %)                                | 3,9             | 7    | 8,1            |

### Voies de communication et transports
La commune est desservie, en 2023, par les lignes 664, 681, 6306 et 6334 du réseau interurbain de l'Oise.

## Toponymie
Le nom de la localité est attesté sous les formes Mariscum (877) ; de Marisco (936) ; Mariscus (1162) ; ad Marech (1172) ; Mares (1209) ; villa de Mares (1215) ; Johannes de Mares (1246) ; de Marisco supra Condunum (1254) ; ville de Mares (1306) ; villa de Mares (1375) ; les dismes du marescqz (vers 1400) ; Marests sur le mats (1523) ; Marets sur le matz (1634) ; Marestz (XVe) ; Marez (XVIe) ; Marais (XVIe) ; Marest (XVIe) ; Marest-sur-Matz (1886).
Variante de Marais, désignant un lieu marécageux. Le toponyme est très répandu en Normandie et en Picardie.
Matz est le nom de la riviére qui arrose le village situé dans une vallée marécageuse.

## Histoire

### Moyen Âge
La terre de Marest-sur-Matz appartenait à l'abbaye Saint-Corneille de Compiègne de 877 à 1564, date à laquelle elle est vendue à François de Bourbon.
Le manoir seigneurial se trouvait à l'est du village, et son emplacement est occupé désormais par une ferme.

### Temps modernes
La seigneurie, acquise en 1564 par François de Bourbon, passe ensuite à la maison de Boubers.
Sous l'Ancien Régime, la paroisse de Marest dépendait du doyenné de Coudun, et du diocèse de Beauvais.

### Époque contemporaine

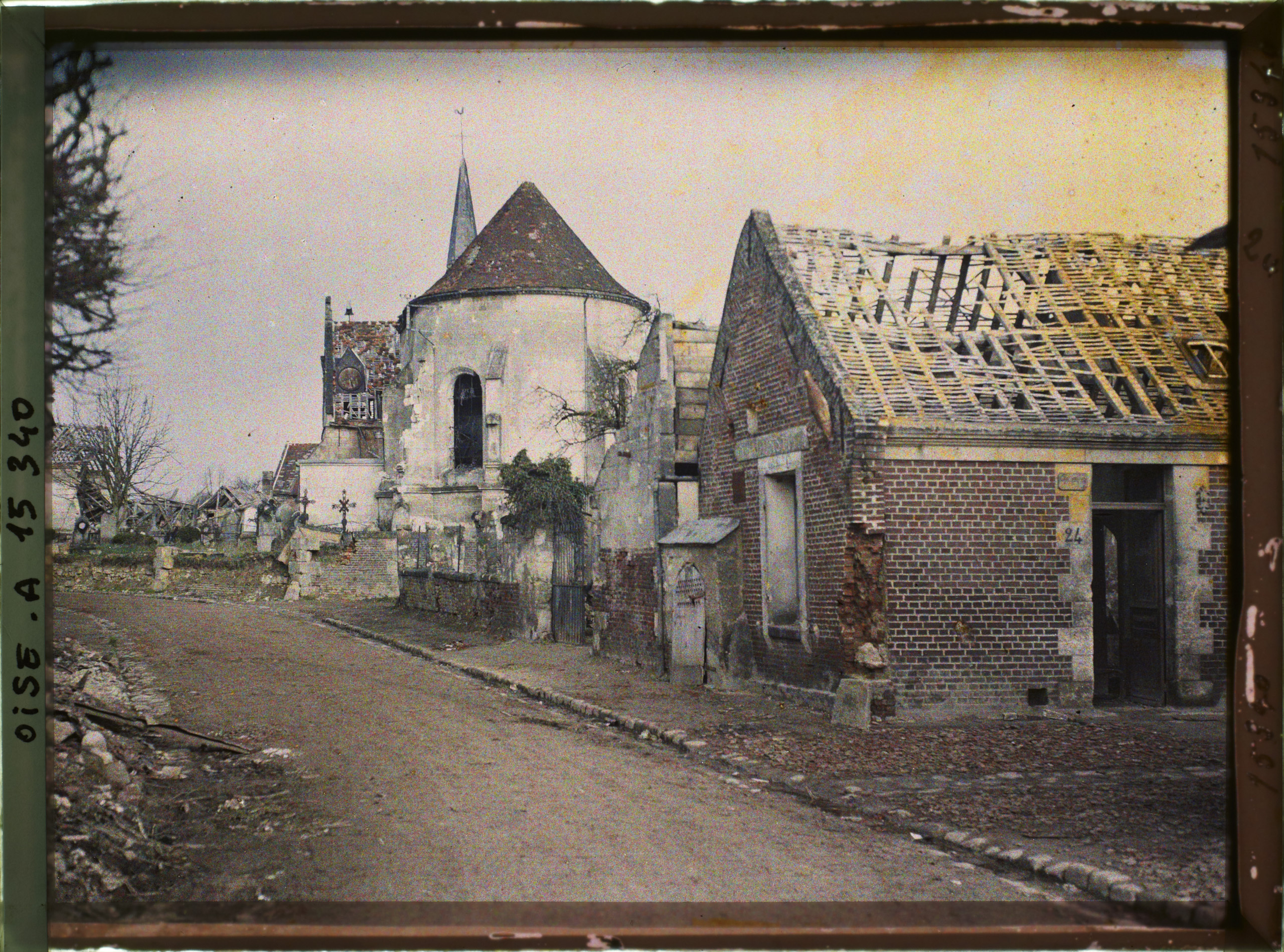
L'entrée du village, en mars 1919.

La commune est considérée comme détruite à la fin de la Première Guerre mondiale et a  été décorée de la Croix de guerre 1914-1918, le 21 février 1921.

## Politique et administration

### Rattachements administratifs et électoraux

#### Rattachements administratifs
La commune se trouve dans l'arrondissement de Compiègne du département de l'Oise.
Elle faisait partie depuis 1801 du canton de Ribécourt-Dreslincourt. Dans le cadre du redécoupage cantonal de 2014 en France, cette circonscription administrative territoriale a disparu, et le canton n'est plus qu'une circonscription électorale.

#### Rattachements électoraux
Pour les élections départementales, la commune fait partie depuis 2014 du canton de Thourotte.
Pour l'élection des députés, elle fait partie de la sixième circonscription de l'Oise.

### Intercommunalité
Marest-sur-Matz est membre de la communauté de communes des Deux Vallées, un établissement public de coopération intercommunale (EPCI) à fiscalité propre créé fin 1995  et auquel la commune a transféré un certain nombre de ses compétences, dans les conditions déterminées par le code général des collectivités territoriales.

### Liste des maires
| Période                                  | Période                       | Identité         | Étiquette | Qualité          |
| ---------------------------------------- | ----------------------------- | ---------------- | --------- | ---------------- |
| Les données manquantes sont à compléter. |                               |                  |           |                  |
|                                          |                               |                  |           |                  |
| avant 1981                               |                               | Élie Croxo       |           |                  |
|                                          |                               |                  |           |                  |
| mars 2001                                | juillet 2020                  | Dany Harrissart  |           | Technicien       |
| juillet 2020                             | En cours (au 10 octobre 2024) | Christian Lépine |           | Ouvrier retraité |

## Équipements et services publics
Un distributeur automatique de pain est installé sur le parking de l'école depuis 2020.

### Enseignement
Les enfants de la commune sont scolarisés avec ceux d"Élincourt-Sainte-Marguerite dans le cadre d'un regroupement pédagogique intercommunal. L'école de Marest-sur-Matz accueille les CM1/CM2.

## Population et société

### Démographie
Les habitants sont appelés Marestois.

#### Évolution démographique
L'évolution du nombre d'habitants est connue à travers les recensements de la population effectués dans la commune depuis 1793. Pour les communes de moins de 10 000 habitants, une enquête de recensement portant sur toute la population est réalisée tous les cinq ans, les populations de référence des années intermédiaires étant quant à elles estimées par interpolation ou extrapolation. Pour la commune, le premier recensement exhaustif entrant dans le cadre du nouveau dispositif a été réalisé en 2008.

En 2022, la commune comptait 377 habitants, en évolution de −8,05 % par rapport à 2016 (Oise : +0,87 %, France hors Mayotte : +2,11 %).
| 1793 | 1800 | 1806 | 1821 | 1831 | 1836 | 1841 | 1846 | 1851 |
| ---- | ---- | ---- | ---- | ---- | ---- | ---- | ---- | ---- |
| 260  | 313  | 326  | 314  | 325  | 293  | 337  | 368  | 363  |

| 1856 | 1861 | 1866 | 1872 | 1876 | 1881 | 1886 | 1891 | 1896 |
| ---- | ---- | ---- | ---- | ---- | ---- | ---- | ---- | ---- |
| 322  | 337  | 478  | 475  | 458  | 314  | 292  | 411  | 403  |

| 1901 | 1906 | 1911 | 1921 | 1926 | 1931 | 1936 | 1946 | 1954 |
| ---- | ---- | ---- | ---- | ---- | ---- | ---- | ---- | ---- |
| 346  | 315  | 223  | 178  | 196  | 184  | 187  | 190  | 219  |

| 1962 | 1968 | 1975 | 1982 | 1990 | 1999 | 2006 | 2008 | 2013 |
| ---- | ---- | ---- | ---- | ---- | ---- | ---- | ---- | ---- |
| 269  | 236  | 241  | 260  | 302  | 376  | 393  | 398  | 409  |

| 2018 | 2022 | - | - | - | - | - | - | - |
| ---- | ---- | - | - | - | - | - | - | - |
| 402  | 377  | - | - | - | - | - | - | - |

#### Pyramide des âges
La population de la commune est relativement jeune.
En 2018, le taux de personnes d'un âge inférieur à 30 ans s'élève à 32,8 %, soit en dessous de la moyenne départementale (37,3 %). À l'inverse, le taux de personnes d'âge supérieur à 60 ans est de 22,7 % la même année, alors qu'il est de 22,8 % au niveau départemental.
En 2018, la commune comptait 204 hommes pour 198 femmes, soit un taux de 50,75 % d'hommes, légèrement supérieur au taux départemental (48,89 %).
Les pyramides des âges de la commune et du département s'établissent comme suit.
| Hommes | Classe d’âge | Femmes |
| ------ | ------------ | ------ |
| 0,5    | 90 ou +      | 1,0    |
| 5,4    | 75-89 ans    | 8,1    |
| 16,7   | 60-74 ans    | 13,6   |
| 21,6   | 45-59 ans    | 21,7   |
| 23,0   | 30-44 ans    | 22,7   |
| 14,2   | 15-29 ans    | 12,6   |
| 18,6   | 0-14 ans     | 20,2   |

| Hommes | Classe d’âge | Femmes |
| ------ | ------------ | ------ |
| 0,5    | 90 ou +      | 1,4    |
| 5,5    | 75-89 ans    | 7,6    |
| 15,6   | 60-74 ans    | 16,3   |
| 20,8   | 45-59 ans    | 20     |
| 19,4   | 30-44 ans    | 19,4   |
| 17,6   | 15-29 ans    | 16,2   |
| 20,6   | 0-14 ans     | 19,1   |

## Culture locale et patrimoine

### Lieux et monuments

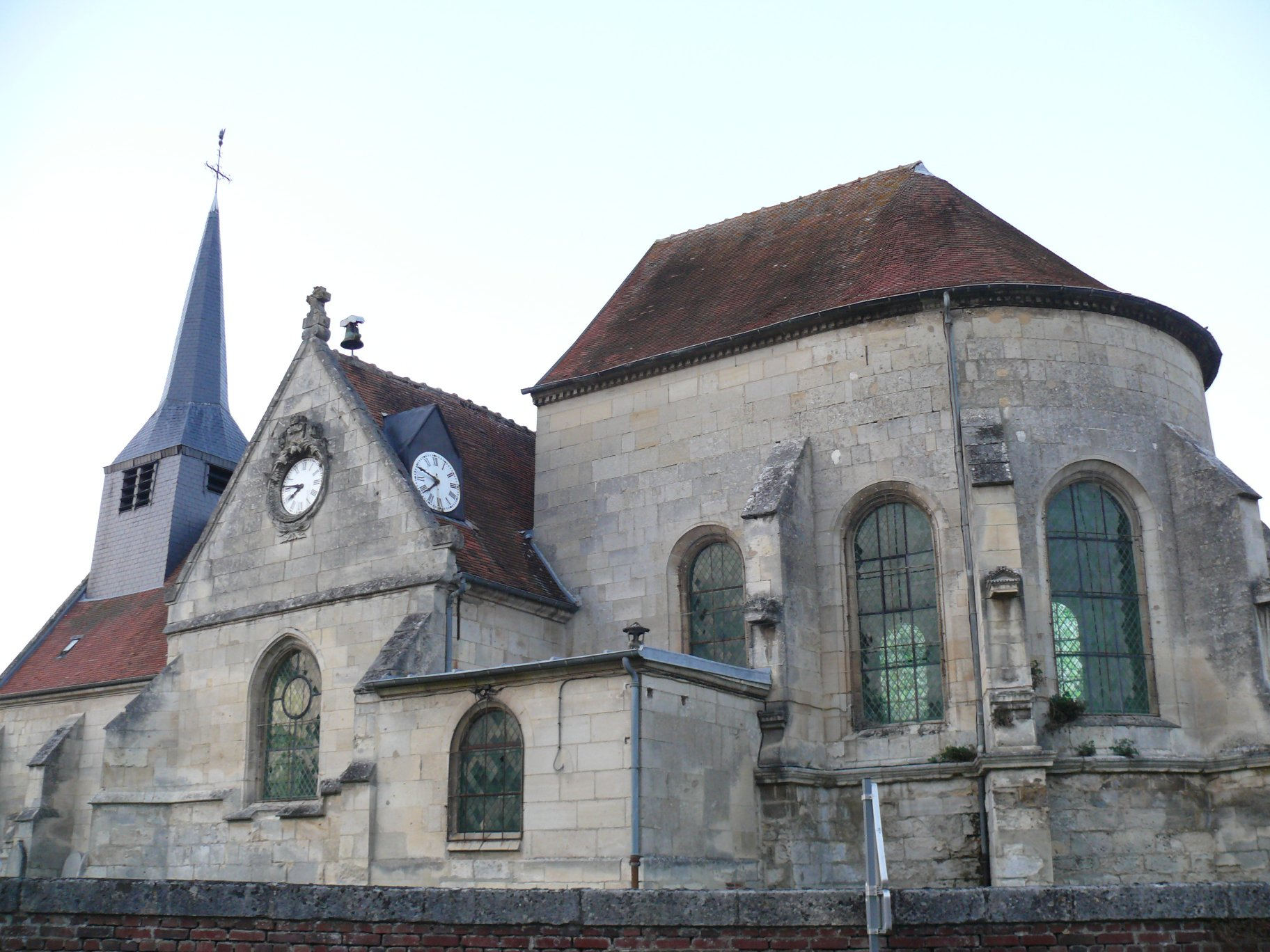
L'église Saint-Vaast.

- L'église Saint-Vaast, du XIIIe siècle, restaurée après les destructions de la Première Guerre mondiale, elle a été rouverte en 1924[22] ;
- Monument aux morts, érigé en 1924, et déplace à son emplacement actuel près de la mairie en 2022[22].
- Hameau de Vaugenlieu : château et ferme adjacente. Le fief de Vaugenlieu appartint à la famille de Boubers et se transmit par alliances à celles de Hersent, puis de La Fons Mélicoq.
- Circuit d'interprétation « La Vandélicourtoise », entre Vandélicourt et Marest-sur-Matz[22].
- Le circuit de cyclotourisme « Sur les traces de la grande guerre » dans le Compiègnois passe à Marest-sur-Matz[37]

- Le marais de Quint, qui est l'une des dernières zones humides ouvertes de la vallée du Matz fortement plantée en peupliers. Une tourbière y a été exploitée[22].

### Personnalités liées à la commune
- Suzanne Lenglen (1899-1938), championne française de tennis surnommée « la Divine »[38],[39] qui fut la première star internationale du tennis féminin[40], a passé son enfance à Marest-sur-Matz où elle a appris à jouer au tennis sur le court privé de la maison familiale, en bordure du Matz[22],[41].

- Albert du Roy (1938- ), journaliste politique belge exerçant en France, et sa femme  Nicole Bardet, ancienne grand reporter à Télérama et présidente de Reporters sans frontières y passent leur retraite[42].

### Héraldique
| Blason de Marest-sur-Matz | Blason  | Coupé au premier d'argent à trois écussons de gueules posé en fasce, au second d'azur à la bande ondée d'or. |
| Blason de Marest-sur-Matz | Détails | Le statut officiel du blason reste à déterminer.                                                             |